# Cukorsüveg-hegy
A Cukorsüveg-hegy (portugálul: Morro do Pão de Açúcar) egy szemes gneiszből álló, gömbölyded sziklamagaslat (morró) a Rio de Janeiró-i Guanabara-öbölbe nyúló félszigeten. A Cukorsüveg (Pão de Açúcar) hegytömb legmagasabb csúcsa; a hegytömb másik két magaslata a Morro da Urca és a Morro da Babilônia. A csúcs megközelíthető drótkötélpályás felvonóval (bondinho) vagy pedig sziklamászással.
A Cukorsüveg-hegy Rio de Janeiro – sőt, egész Brazília – ismert jelképe és jellegzetes látványossága, szinte minden riói turistakalauzban és népszerűsítő fényképen rajta van. Gyakran összetévesztik az öböl másik felén magasodó Corcovado-heggyel, melyen a Megváltó Krisztus szobra áll.

## Elnevezés
Nevének eredetére több magyarázat van. A tupi indiánok Pau-nh-açuquã-nak nevezték, melynek jelentése elszigetelt magaslat. A portugál gyarmatosítók a Pão de Sucar (süvegcukor) nevet adták neki, mivel hasonlított a süvegcukrok kúp alakú öntőformájára. A 16. századtól a cukrot főleg ilyen formában szállították a gyarmatokról Európába. Vieira Fazenda történész szerint a hegy mai neve nem a tupi, hanem a portugál elnevezésből ered.
A környéket gyarmatosítani próbáló franciák Pot de beurre-nek (vajas edény) nevezték.

## Geológia
A Rio de Janeiro környéki sziklák legtöbbje a paleozoikumban keletkezett, körülbelül 500 millió éve. Ekkor alakult ki több tektonikus lemezből a Gondwana szuperkontinens, az ütköző szegélyeknél pedig gneisz és gránit kőzetek jöttek létre a magas nyomás és hő hatására. 130 millió éve Gondwana több részre szakadt, létrejött az Atlanti-óceán, a földkéreg mozgásainak következtében pedig kialakultak a Serra do Mar és Serra da Carioca hegyvonulatok, mely utóbbi része a Cukorsüveg. A trópusi klíma és az erózió lekoptatta a puhább kőzeteket, kialakítva a szemes gneiszből álló hegy mai formáját.
A Cukorsüveg-hegy és a mellette található Morro da Urca és Cara-de-Cão eredetileg egy sziget részét képezte, amelyet Ilha da Trindadenek neveztek. 1697-ben az öböl egy részét feltöltötték, félszigetté alakítva a szigetet.

## Helytörténet
A sokáig megmászhatatlannak tartott Cukorsüveg-hegy csúcsára legelőször 1817-ben jutott fel Henrietta Carstairs (1777–1817) brit hegymászó. A legenda szerint a következő napon egy portugál katona is megmászta a hegyet, hogy leverje a kitűzött brit zászlót.
A hegy a 19. század során nemzetközileg ismert látványossággá vált, főleg Jean-Baptiste Debret és Johann Moritz Rugendas festők munkásságának köszönhetően.
A 20. század elején Augusto Ferreira Ramos mérnök vezetésével drótkötélpályás felvonót építettek, mely a Morro da Urca érintésével a Cukorsüveg-hegy csúcsáig közlekedik. A felvonót 1912 októberében avatták fel, és máig bondinhonak nevezik („kötvényke”, ugyanis Ramos kötvényeket bocsátott ki az építő cég finanszírozására). Ez volt a világ harmadikként létesített drótkötélpályás felvonója a svájci Wetterhorn és a spanyol Monte Ulía után. Az eredeti kabinokat Kölnben gyártották, és 17 utas szállítására voltak képesek. 1972-ben, majd 2007-ben modernebb kabinokat állítottak szolgálatba. A legújabb kabinok kezdetben 75 személyt szállítottak, de az emberek fokozatos elkövéredése miatt a megengedett kapacitást később 65-re csökkentették. A felvonó 2009-es becslés szerint napi 2500 embert szállít, és felavatásától kezdve 37 millió látogatót szolgált ki.
A hegyet számos híresség látogatta meg (például Albert Einstein és John Fitzgerald Kennedy). Itt forgatták a Moonraker – Holdkelte akciófilm egyes részleteit. 1977-ben Steven McPeak amerikai kötéltáncos a felvonó kábelén sétált fel a csúcsig.
A Morro do Pão de Açúcar és a Morro da Urca egységét 2006-ban természeti emlékműnek nyilvánították (Monumento Natural Dos Morros Do Pão De Açúcar e Da Urca). 2012-ben a világörökség része lett Rio de Janeiro kultúrtájának részeként.

## Galéria

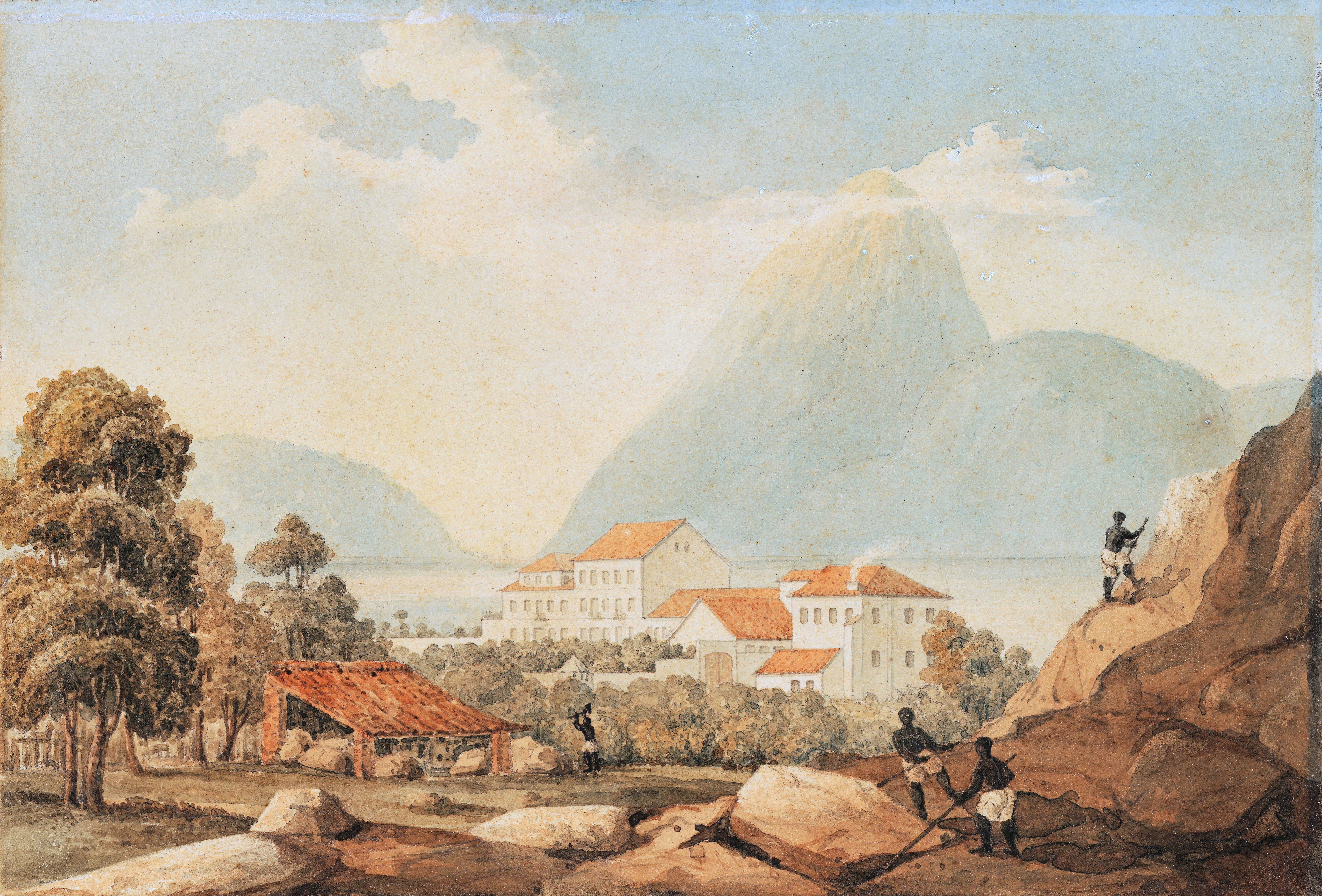
Chamberlain festményén (19. század eleje)
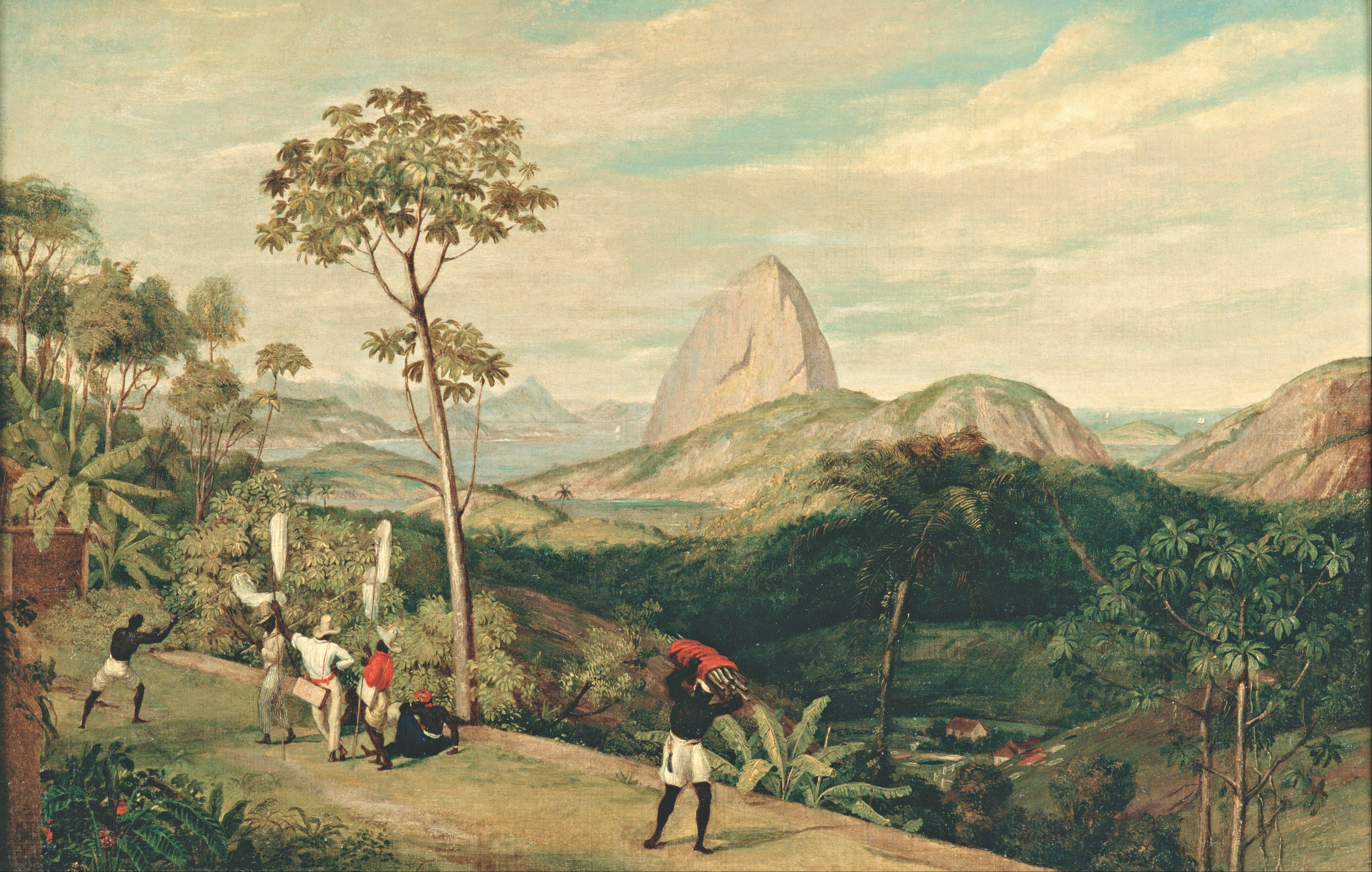
Landseer festményén (19. század eleje)
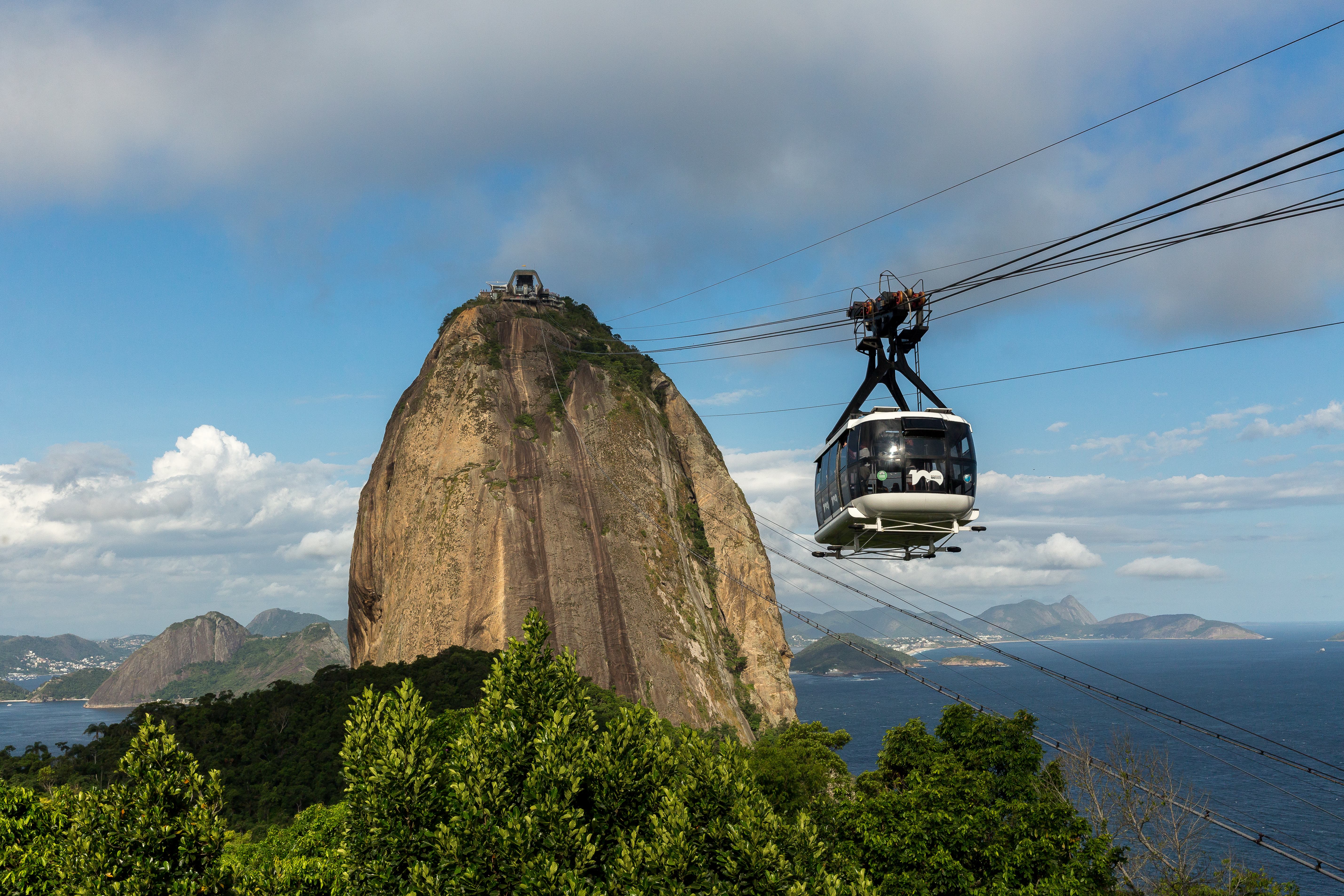
A felvonó
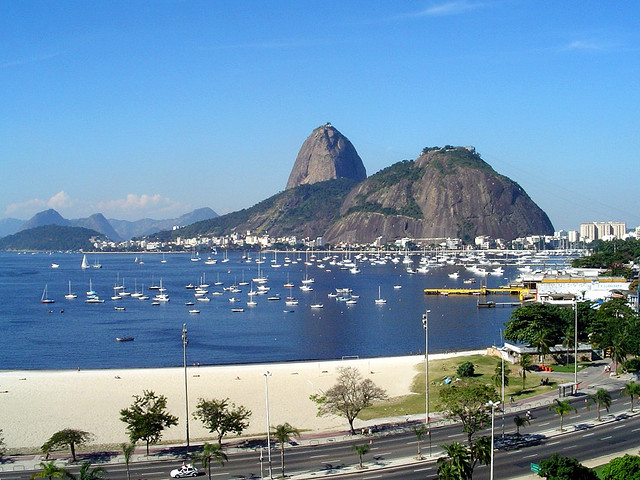
A part felől
Napkelte